# Sigma
Der griechische Buchstabe Sigma (griechisches Neutrum σίγμα oder σῖγμα, neugriechisches Neutrum Σίγμα; Majuskel Σ, Minuskel im Wort σ, Minuskel am Wortende ς) ist der 18. Buchstabe des griechischen Alphabets und hat nach dem milesischen System den Zahlwert 200. In der griechischen Sprache wird es grundsätzlich als stimmloses „S“ gesprochen (hart), es sei denn, es steht vor einem stimmhaften Konsonanten wie dem m in Organismós (οργανισμός, „Organisation; Organismus“), dann wird auch das s stimmhaft (weich) ([z]).

## Herkunft und Ableitungen
Das phönizische Alphabet hatte vier Buchstaben für Zischlaute. Die Griechen übernahmen zwei davon – Schin und Sade – für ihren S-Laut, die aber nie gleichzeitig in einem der unterschiedlichen altgriechischen Alphabete vorkamen. Der Buchstabe Samech wurde im ionischen Alphabet als X mit dem Lautwert ksi verwendet. Sein Name aber wurde in leicht abgewandelter Form auf den phönizischen Buchstaben „Sin“ übertragen, der nun im Griechischen Sigma hieß.
In hellenistischer Zeit wurde der Buchstabe in Handschriften zu einer heute als lunares Sigma (lunar: „mondsichelförmig“), eigentlich sigma lunatum, bezeichneten Form vereinfacht (ursprünglich nur als Majuskel Ϲ für die Unziale, daraus die Minuskel ϲ), die sich in der Spätantike und im Byzantinischen Reich zur meistverwendeten Form entwickelte und im kirchlichen Kontext noch heute üblich ist (orthodoxe Kirchen). Von dieser Buchstabenform leiten sich sowohl das koptische Semma (Ⲥ/ⲥ) als auch das kyrillische Es (С/с) ab, während sich das lateinische S von der gewöhnlichen Majuskel über die etruskische Form ableitet.

## Verwendung
- als kleines Sigma σ
  - im Qualitätsmanagement Six Sigma (3,4 Fehler pro einer Million Fehlermöglichkeiten)
  - in der Physik
    - für die Oberflächenspannung
    - für die Fließspannung
    - für die elektrische Flächenladungsdichte
    - für die Stefan-Boltzmann-Konstante
    - für die spezifische elektrische Leitfähigkeit eines Materials
    - für die Pauli-Matrizen
    - für den Wirkungsquerschnitt
    - für die mechanische Spannung

  - in der Werkstoffkunde
    - eine sehr spröde Phase im Fe-Cr-System
    - die Spannung

  - in der Informatik
    - zur Bezeichnung der Selektion in der relationalen Algebra
    - zur Bezeichnung der Selektivität einer Datenbankabfrage

  - in der Mathematik
    - in der Statistik für die Standardabweichung der Grundgesamtheit
    - in der mathematischen Zahlentheorie für eine Teilersumme
    - in der Funktionalanalysis für das Spektrum eines Linearen Operators
    - in der Maßtheorie und der mengentheoretischen Topologie bedeutet das Sigma, wenn es einem Eigenschaftswort vorangestellt ist, dass sich eine Eigenschaft oder ein Axiom von endlichen bis auf abzählbar unendliche Indexmengen erstreckt.
    - bei Zahlenmauern als Bezeichnung für die Anzahl der Basiszellen

  - in der Chemie
    - zur Benennung einer Molekülorbital-Bindung
    - zur Benennung eines Sigma-Komplexes
    - als Zeichen für die Volumenkonzentration

  - in der Biologie
    - für ein Protein, welches durch Bindung an die RNA-Polymerase für die Initiation der Transkription notwendig ist (siehe Sigma-Faktor)

  - in der Phonologie
    - für eine Silbe

  - in der Mikroökonomie
    - als Zeichen für die Substitutionselastizität

  - in der Strukturgeologie
    - zur Benennung eines Klastentypus (siehe Sigma-Klast)

- als großes Sigma Σ ein
  - Bezeichner in der Physik für ein Σ-Baryon.
  - Symbol in der Physik für ein Bezugssystem.
  - Symbol in der Mathematik für Summe oder Signatur.
  - Symbol in der Statistik für die Kovarianzmatrix
  - Symbol in der Theoretischen Informatik für ein Alphabet
  - In der Astronomie ist die Sigma die Geschwindigkeit, mit der sich die Sterne am äußersten Rand einer Galaxie bewegen.

- als Wort Sigma
  - Verwendung in der Ökologie und Vegetationskunde: Sigma-Soziologie (Synsoziologie), d. h. die Erfassung von Vegetationskomplexen
  - Kurzbezeichnung in der Medizin für den S-förmig verlaufenden Teil des Dickdarms (Colon sigmoideum)
  - Ein Sigma wird in der Jugendsprache als Kurzform für einen Sigma Male, einen Einzelgänger, verwendet.[1]

## Beispiele
- Sokrates (Σωκράτης Sōkrátēs, heutiges Griechisch Σωκράτης Sokrátis [sɔˈkratis])
- Lunares Sigma:

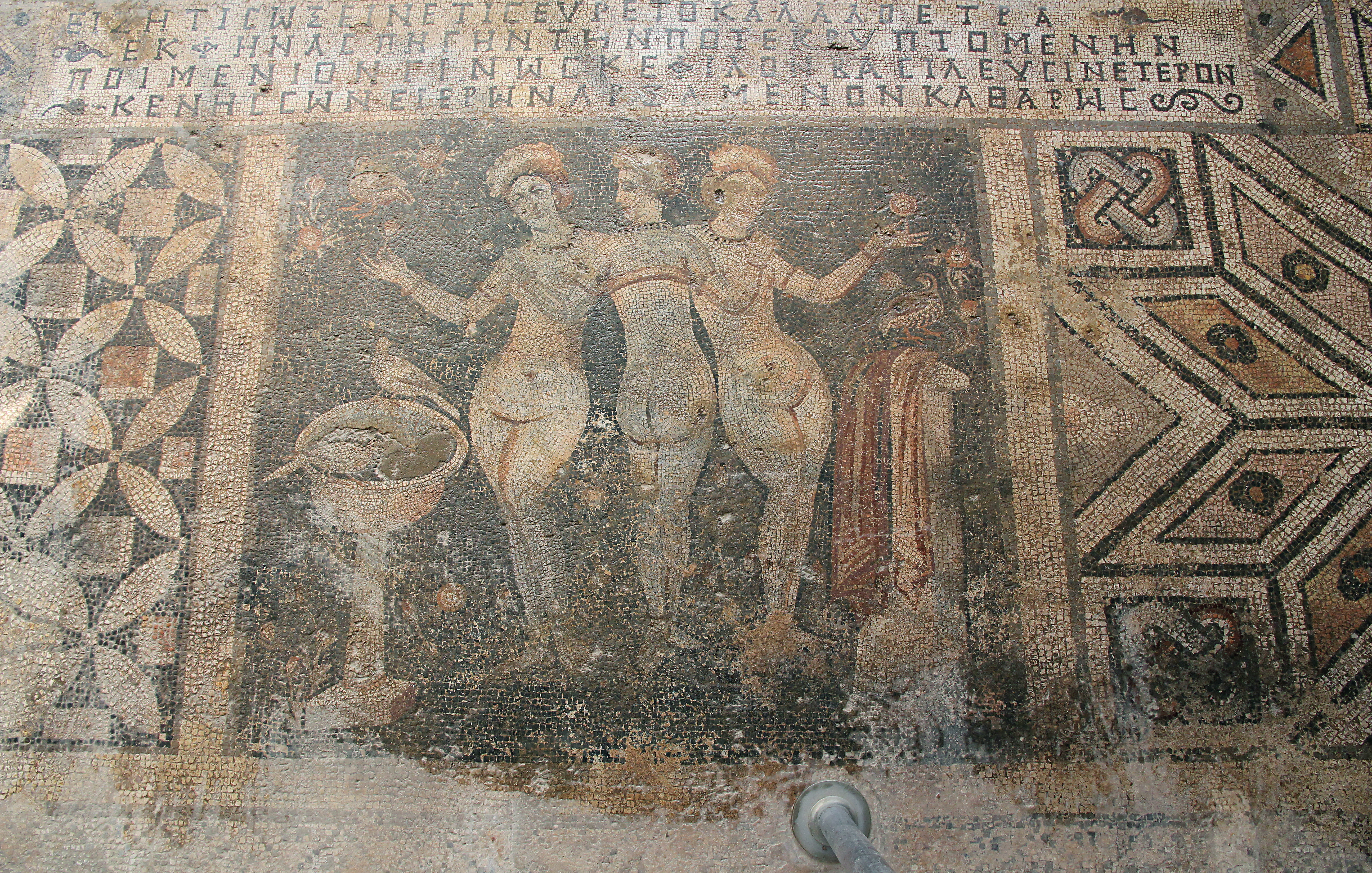
Mosaik der drei Grazien in Narlıkuyu
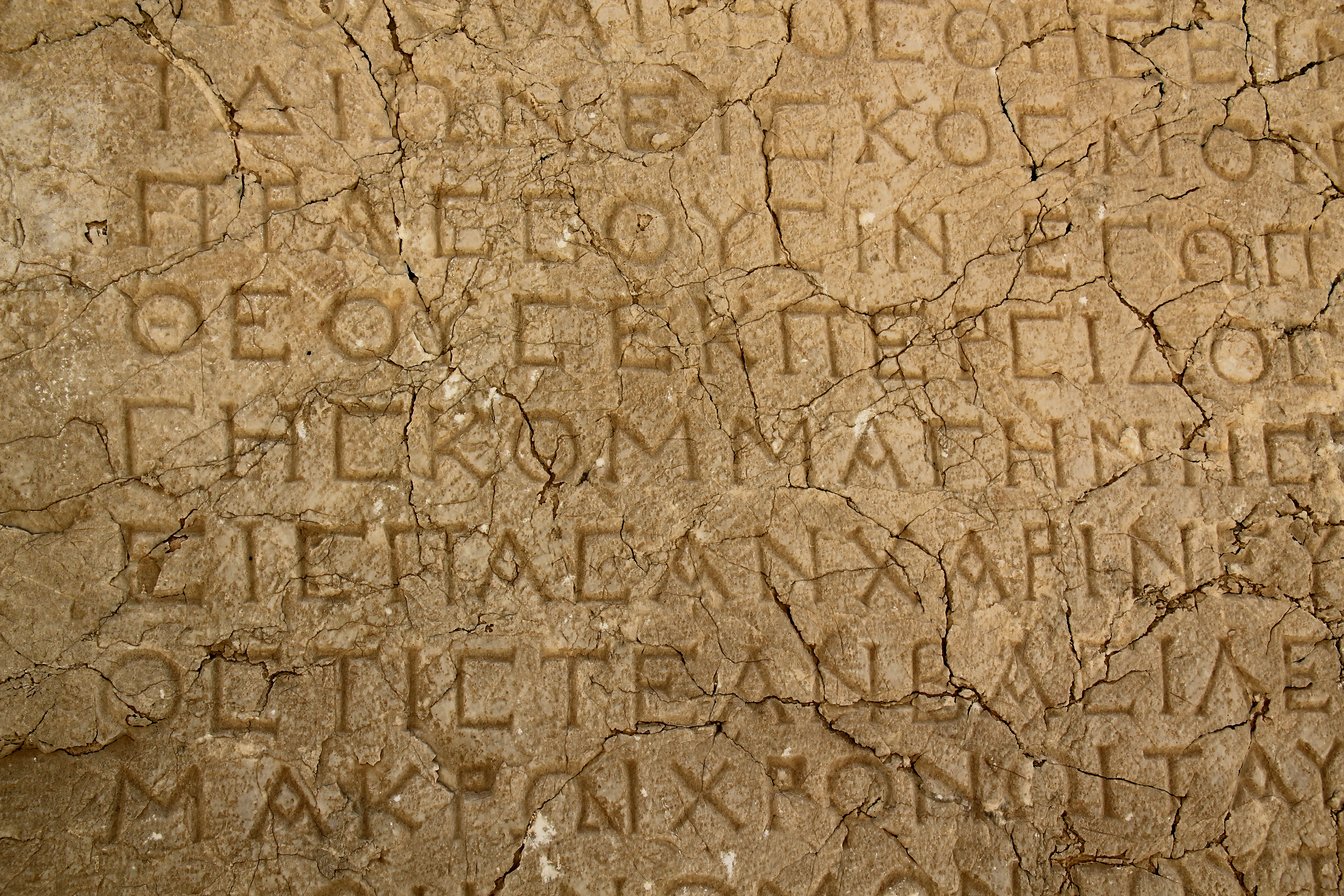
Ausschnitt der Nomos-Inschrift auf der Rückseite der Monumentalstatuen, Nemrut Dağı
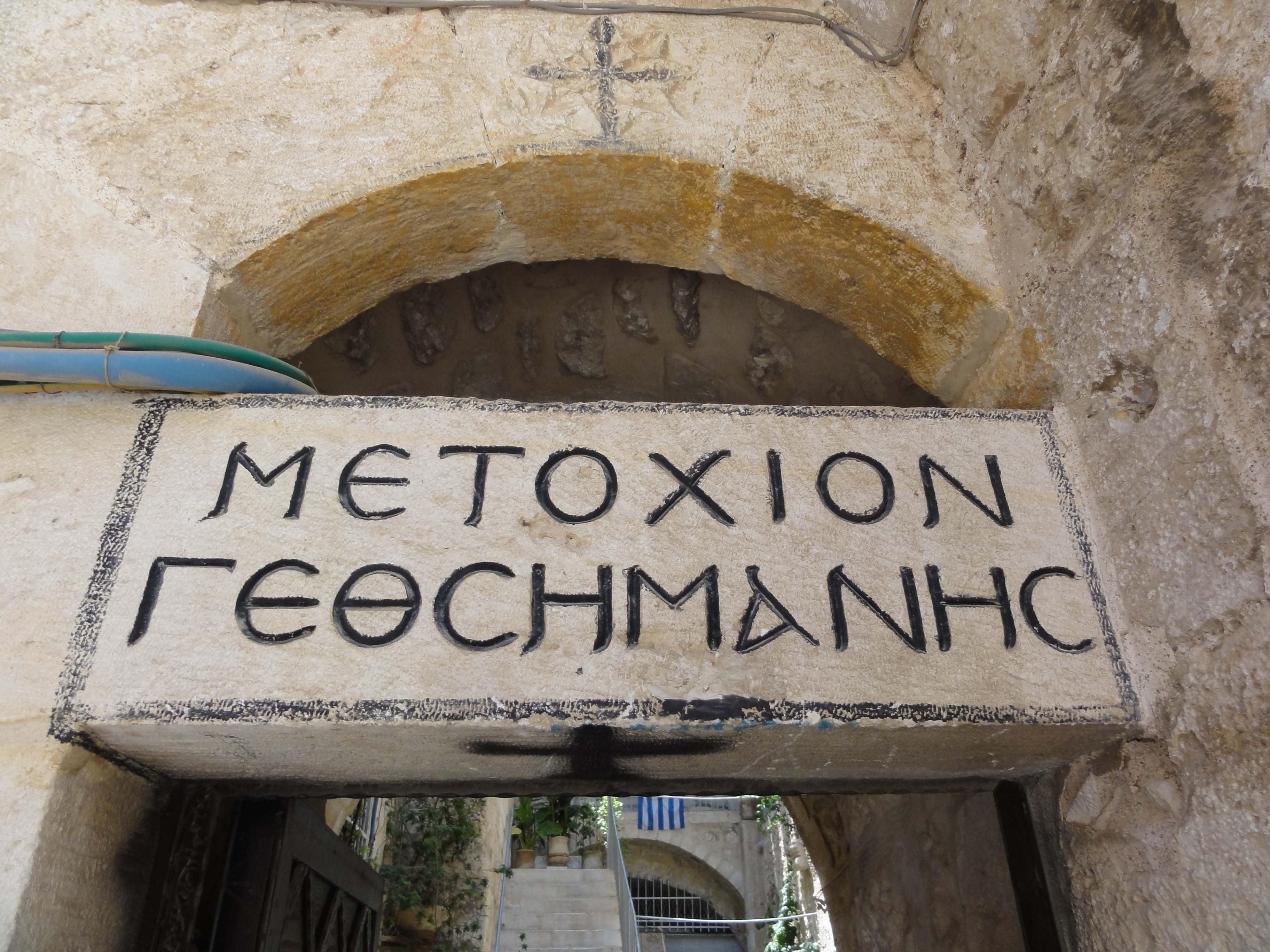
Eingang zum griechisch-orthodoxen Kloster Μετοχιον Γεθσημανης Metochion Gethsimanis, Grabeskirche in Jerusalem
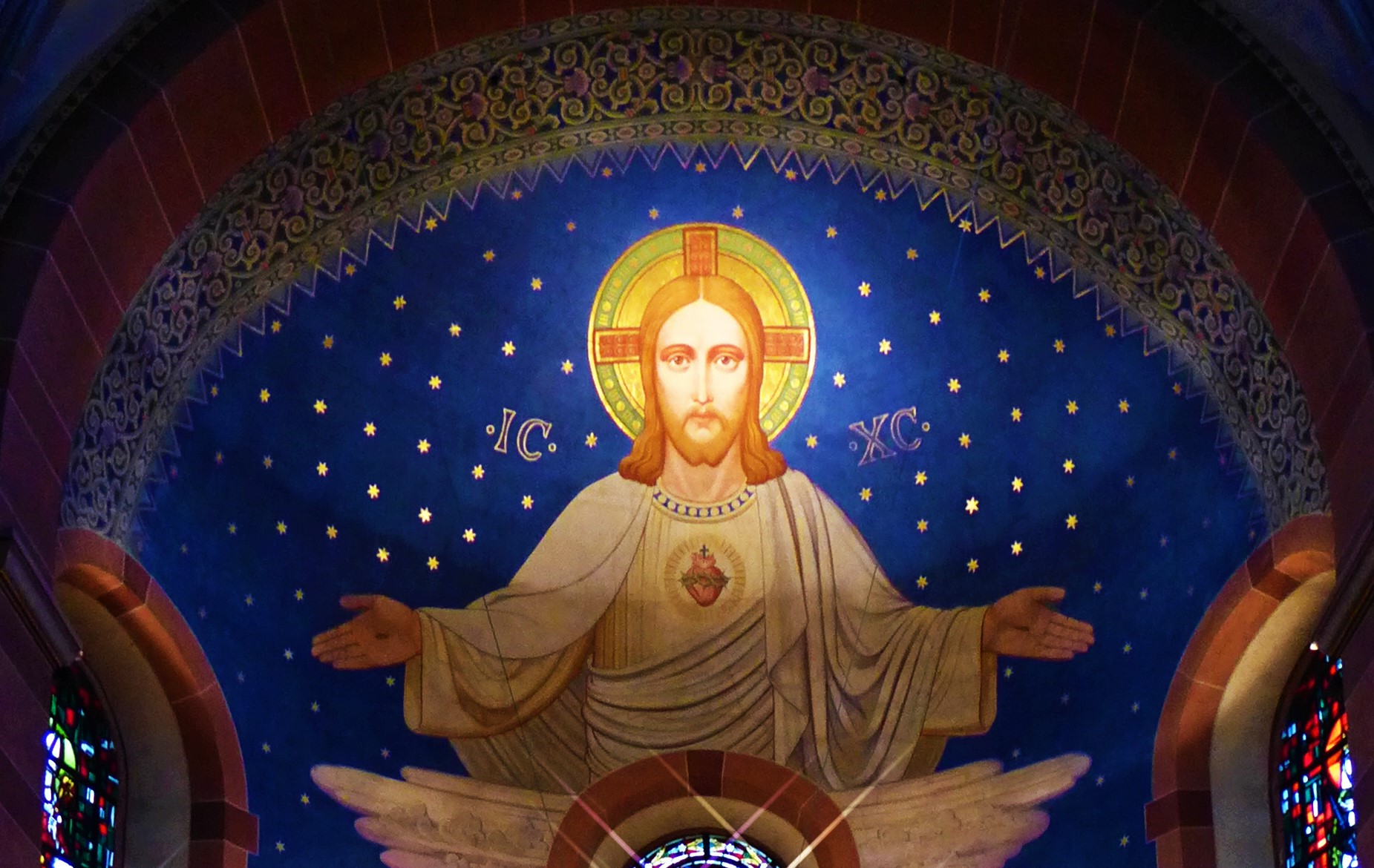
Apsisgemälde Jesus Christus als Pantokrator mit den Buchstaben „IC“ und „XC“ für Jesus Christus, Beuroner Kunstschule, St. Remigius (Bliesen)

## Unicode-Ausgabe der Varianten
Neben der im obigen Infoblock angegebenen Normalform ist im Unicodeblock Griechisch und Koptisch auch das lunare Sigma als Symbolzeichen kodiert:
- Majuskel Ϲ (Unicode U+03F9: „GREEK CAPITAL LUNATE SIGMA SYMBOL“)
- Minuskel ϲ (Unicode U+03F2: „GREEK LUNATE SIGMA SYMBOL“)

Davon gibt es auch eine gepunktete Version:
- Majuskel Ͼ (Unicode U+03FE: „GREEK CAPITAL DOTTED LUNATE SIGMA SYMBOL“)
- Minuskel ͼ (Unicode U+037C: „GREEK SMALL DOTTED LUNATE SIGMA SYMBOL“)

Zusätzlich ist auch das vom römischen Kaiser Claudius im Rahmen seiner Schriftreform entwickelte Antisigma definiert sowie eine gepunktete Version davon:
- Majuskel Ͻ (Unicode U+03FD: „GREEK CAPITAL REVERSED LUNATE SIGMA SYMBOL“)
- Minuskel ͻ (Unicode U+037B: „GREEK SMALL REVERSED LUNATE SIGMA SYMBOL“)
- Majuskel Ͽ (Unicode U+03FF: „GREEK CAPITAL REVERSED DOTTED LUNATE SIGMA SYMBOL“)
- Minuskel ͽ (Unicode U+037D: „GREEK SMALL REVERSED DOTTED LUNATE SIGMA SYMBOL“)